# 8.3
8.3 (англ. SFN (short filename)) — формат запису назви файлу в деяких файлових системах, згідно з яким ім'я файлу складається з восьми символів, а розширення назви файлу — з трьох символів. Традиційно застосовувався в файлових системах FAT12 та FAT16 операційної системи MS-DOS компанії Microsoft.

## Приклади
- Приклад назви файлу в форматі: «word.exe»